# Урсоая (Кагульський район)
Урсоа́я (рум. Ursoaia) — село в Кагульському районі Молдови, відноситься до комуни Лебеденко.
Село розташоване у верхів'ї річки Кагул.